# Вишнёвое (Криничанский район)
Вишнёвое (укр. Вишневе) — посёлок,
Украинский сельский совет,
Криничанский район,
Днепропетровская область,
Украина.
Код КОАТУУ — 1222086203. Население по переписи 2001 года составляло 220 человек.

## Географическое положение
Посёлок Вишнёвое находится на берегу реки Мокрая Сура,
ниже по течению на расстоянии в 1 км расположено село Барвинок.

## История
- Посёлок Вишнёвое возникло в 20-х годах XX века.

## Экономика
- Агрофирма «Вишнёвое».

## Объекты социальной сферы
- Фельдшерско-акушерский пункт.